# Видошня
Видошня (укр. Видошня) — село в Хмельницком районе Хмельницкой области Украины.
У села протекает река Волчок (приток Волка).
Население по переписи 2001 года составляло 526 человек. Почтовый индекс — 32124. Телефонный код — 3853. Занимает площадь 0,898 км². Код КОАТУУ — 6825883602.

## Местная власть
31362, Хмельницкая обл., Хмельницкий р-н, с. Россоша